# San Miguel Vindho
San Miguel Vindho är en ort i Mexiko.   Den ligger i kommunen Tula de Allende och delstaten Hidalgo, i den sydöstra delen av landet, 70 km norr om huvudstaden Mexico City. San Miguel Vindho ligger 2 134 meter över havet och antalet invånare är 11 054.
Terrängen runt San Miguel Vindho är platt österut, men västerut är den kuperad. Runt San Miguel Vindho är det ganska tätbefolkat, med 160 invånare per kvadratkilometer. Närmaste större samhälle är Tepeji de Ocampo, 10,1 km söder om San Miguel Vindho. Trakten runt San Miguel Vindho består i huvudsak av gräsmarker.